# 모멘텀 (2015년 영화)
모멘텀(Momentum)은 미국에서 제작된 스티븐 S. 캄파넬리 감독의 2015년 액션, 스릴러 영화이다. 올가 쿠릴렌코 등이 주연으로 출연하였다.

## 출연

### 주연
- 올가 쿠릴렌코
- 제임스 퓨어포이
- 모건 프리먼
- 제나 사라스

### 조연
- 사빈 팔피
- 칼 타닝
- 리 라비브
- 다니엘 폭스
- 딜런 에디
- 마리안 프리젤리
- 조 바즈
- 안셀모 마티니
- E.M. 프레드릭
- 리사 레너드
- 리처드 로디언